# Myoxanthus merae
Myoxanthus merae är en orkidéart som först beskrevs av Carlyle August Luer, och fick sitt nu gällande namn av Carlyle August Luer. Myoxanthus merae ingår i släktet Myoxanthus och familjen orkidéer. Inga underarter finns listade i Catalogue of Life.